# Arcidiocesi di Paderborn

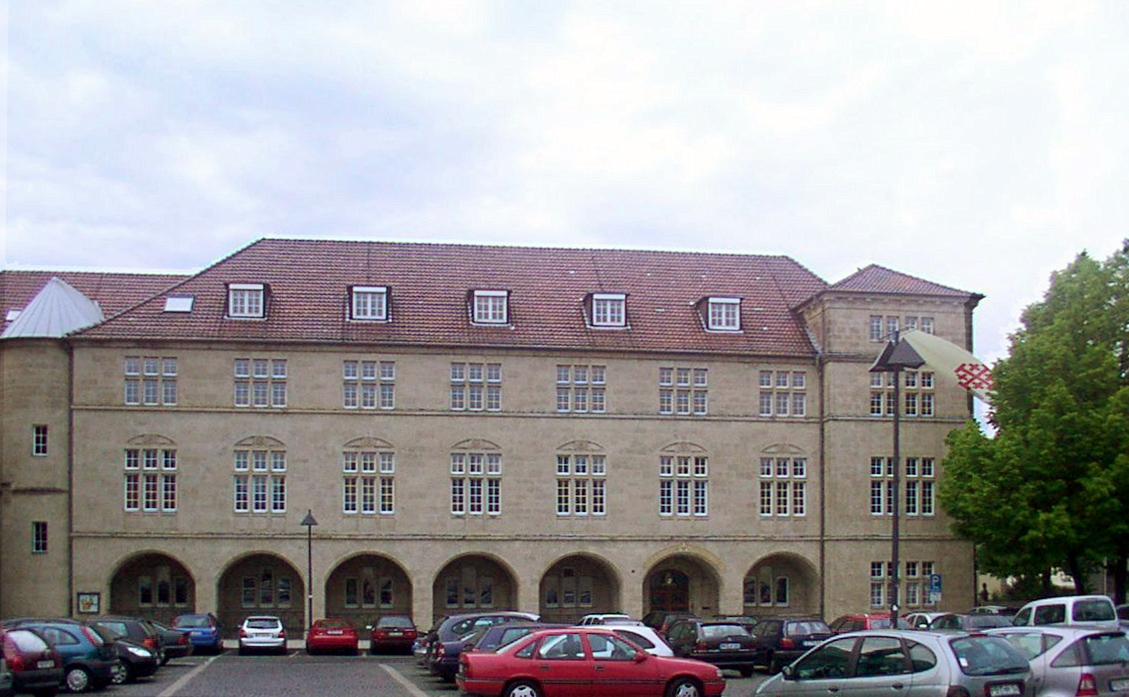
Il palazzo del vicario generale a Paderborn

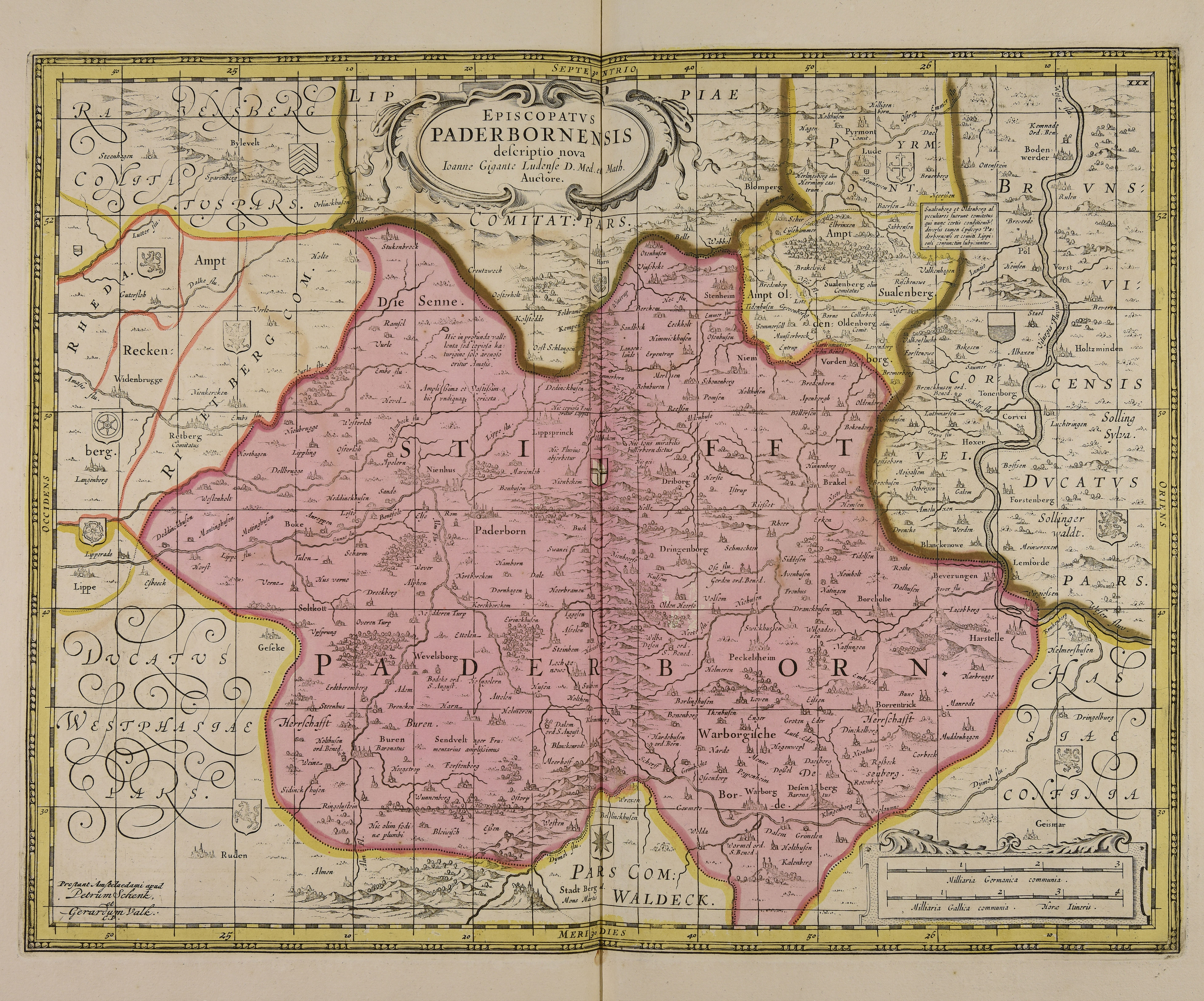
Mappa del 1683

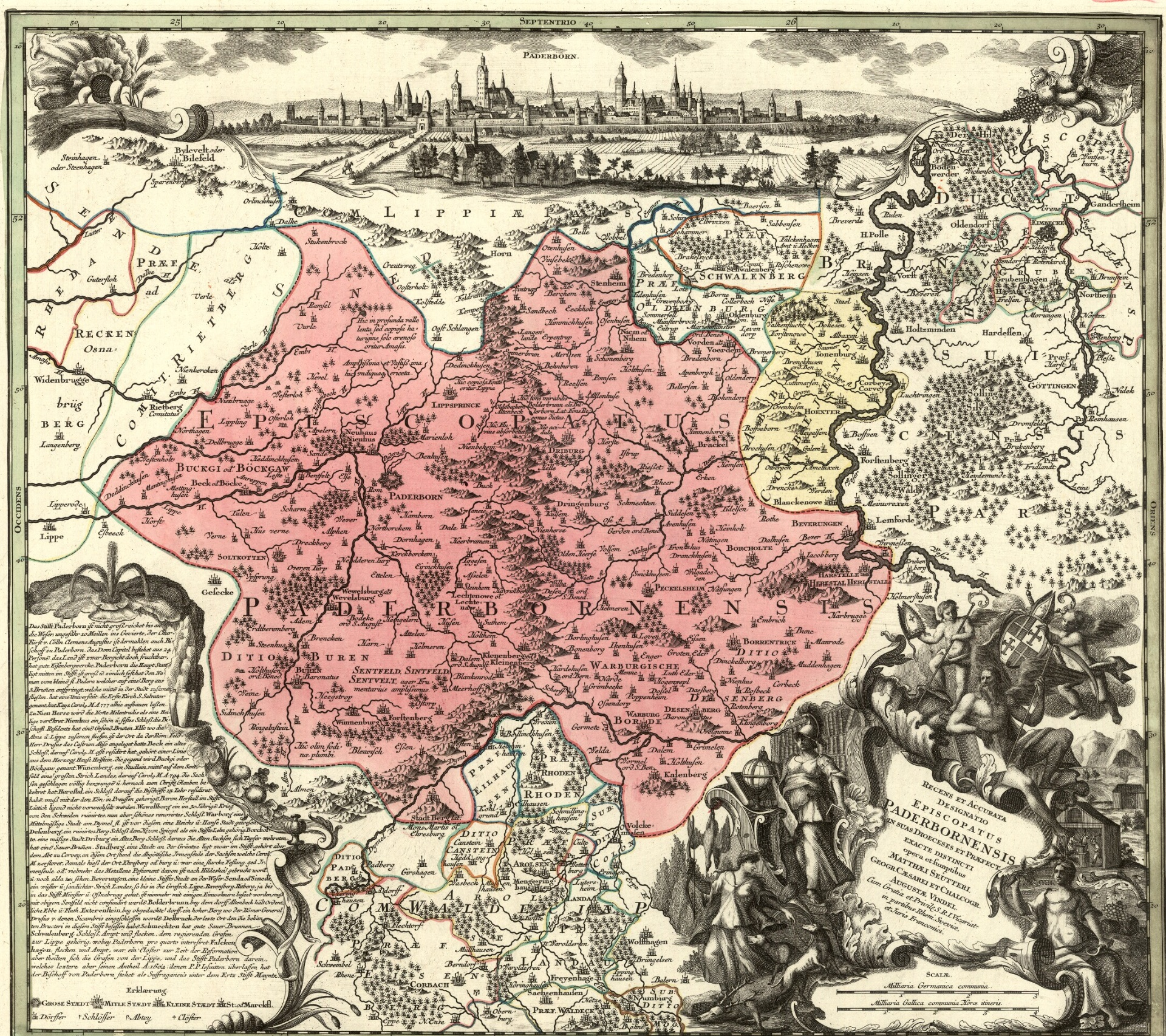
Mathäus Seuter: Mappa della diocesi di Paderborn nel 1750

L'arcidiocesi di Paderborn (in latino Archidioecesis Paderbornensis) è una sede metropolitana della Chiesa cattolica in Germania. Nel 2021 contava 1.495.125 battezzati su 4.849.150 abitanti. È retta dall'arcivescovo Udo Markus Bentz.
Il patrono dell'arcidiocesi è San Liborio.

## Territorio
L'arcidiocesi trova nella Germania centro-settentrionale e si estende nello stato federato di Renania Settentrionale-Vestfalia e comprende piccole porzioni della Bassa Sassonia e dell'Assia.
Sede arcivescovile è la città di Paderborn, dove si trova la cattedrale di San Liborio.
Il territorio è suddiviso in 19 decanati e in 458 parrocchie.

## Storia
La diocesi di Paderborn fu eretta da papa Leone III nel 799. Era originariamente suffraganea dell'arcidiocesi di Magonza (oggi diocesi).
Bernhard zur Lippe, nella prima metà del XIV secolo, fu il primo principe vescovo di Paderborn. Inizialmente la sede di Paderborn fu in conflitto con quella di Colonia per ragioni temporali. Una composizione del conflitto si ebbe nel XVI secolo, quando in più occasioni gli arcivescovi di Colonia furono anche amministratori apostolici di Paderborn.
Dal 1782 al 1825 la diocesi fu unita in persona episcopi con la diocesi di Hildesheim.
Nel 1792 cedette una porzione del suo territorio a vantaggio dell'erezione della diocesi di Corvey.
Franz Egon von Fürstenberg fu l'ultimo principe-vescovo di Paderborn, il cui Stato ecclesiastico venne secolarizzato come tutti gli stati ecclesiastici del Sacro Romano Impero nel 1803.
A seguito del congresso di Vienna (1815) e della nascita della Confederazione germanica, la Santa Sede intervenne per ridefinire il territorio della diocesi con la bolla De salute animarum del 16 luglio 1821. Paderborn conservò l'antico territorio, a cui fu annessa la soppressa diocesi di Corvey; il territorio si ampliò ulteriormente con parrocchie che nel Settecento appartenevano alle diocesi confinanti, soprattutto l'arcidiocesi di Colonia, ma anche Osnabrück, Münster e Magonza. Inoltre ai vescovi di Paderborn fu data l'amministrazione sulle parrocchie cattoliche della provincia di Sassonia, che comprendeva, tra le altre, le città di Halberstadt, Halle e Magdeburgo; questo ampio territorio, non contiguo con il precedente per la presenza della diocesi di Hildesheim nel regno di Hannover, fu scorporato dal vicariato apostolico delle Missioni del Nord, che dal 1782 al 1825 fu retto dagli stessi vescovi di Paderborn.
La diocesi si estendeva nel regno di Prussia, ma comprendeva anche la maggior parte delle parrocchie cattoliche del granducato di Sassonia-Weimar-Eisenach e una parrocchia del principato di Waldeck-Pyrmont. Con la stessa bolla Paderborn entrò a far parte della provincia ecclesiastica dell'arcidiocesi di Colonia.
Il 1º marzo 1921 incorporò i territori del soppresso vicariato apostolico di Anhalt, che fin dal 1892 era dato in amministrazione apostolica ai vescovi di Paderborn.
Il 13 agosto 1930 con la bolla Pastoralis officii nostri di papa Pio XI il vicariato apostolico della Germania settentrionale fu soppresso e parte del suo territorio fu aggregato a quello della diocesi di Paderborn, che contestualmente era elevata al rango di arcidiocesi metropolitana, avente come suffraganee le diocesi di Fulda e di Hildesheim.
Dopo la seconda guerra mondiale porzioni dell'arcidiocesi si trovarono nella zona di occupazione sovietica e poi nella Repubblica Democratica Tedesca e fu sempre più difficile per i vescovi il governo di quei settori della loro arcidiocesi; per questo motivo vi istituirono un commissariato arcivescovile (Erzbischöfliches Kommissariat) con sede a Magdeburgo.
Il 23 febbraio 1957 ha ceduto una porzione del suo territorio a vantaggio dell'erezione della diocesi di Essen.
Il 20 gennaio 1966 l'arcidiocesi adottava una suddivisione in 39 decanati.
Nel 1973 sui territori del commissariato arcivescovile di Magdeburgo la Santa Sede creò il Bischöflichen Amt Magdeburg (amministrazione apostolica di Magdeburgo), affidando la sua gestione pastorale ad un amministratore apostolico con carattere vescovile, sospendendo di fatto la giurisdizione degli arcivescovi di Paderborn.
Con la caduta del muro di Berlino e la riunificazione della Germania, la Santa Sede riorganizzò i territori diocesani tedeschi. Il 13 aprile 1994 fu eretta la diocesi di Magdeburgo con territori formalmente scoporati dall'arcidiocesi di Paderborn. Contestualmente la provincia ecclesiastica di Paderborn acquisì le diocesi di Erfurt e di Madeburgo, ma cedette la diocesi di Hildesheim che entrò a far parte della provincia ecclesiastica dell'arcidiocesi di Amburgo.
Il 1º gennaio 2006 l'arcidiocesi ha adottato una nuova suddivisione in 19 decanati.

## Cronotassi dei vescovi
Si omettono i periodi di sede vacante non superiori ai 2 anni o non storicamente accertati.
- San Hathumar † (795 - 9 agosto 815 deceduto)
- San Badurado † (815 - 17 settembre 852 deceduto)
- Liutardo † (859 - 2 maggio 886 deceduto)
- Biso † (giugno 886 - 9 settembre 908 deceduto)
- Teodorico † (ottobre 908 - 8 dicembre 916 deceduto)
- Unwan † (25 gennaio 917 - 20 luglio 935 deceduto)
- Dudo † (agosto 935 - 26 luglio 960 deceduto)
- Folkmar, O.S.B. † (agosto 960 - 17 febbraio 981 deceduto)
- Rethar † (983 - 6 marzo 1009 deceduto)
- Meinwerk † (13 marzo 1009 consacrato - 5 giugno 1036 deceduto)
- Rotho, O.S.B. † (luglio 1036 - 6 novembre 1051 deceduto)
- Imado † (25 dicembre 1051 consacrato - 3 febbraio 1076 deceduto)
- Poppo † (marzo 1076 - 28 novembre 1084 deceduto)
- Heinrich von Assel † (dicembre 1084 - 1090 deposto)[4]
- Heinrich von Werl † (1090 - 14 ottobre 1127 deceduto)
- Bernhard von Oesede † (novembre 1127 - 16 luglio 1160 deceduto)
- Evergis † (agosto 1160 - 28 settembre 1178 deceduto)
- Siegfried (von Hallermund?) † (ottobre 1178 - 10 febbraio 1186 deceduto)
- Bernhard von Ibbenbüren † (marzo 1186 - 23 aprile 1203 deceduto)
- Bernhard von Oesede † (maggio 1203 - 28 marzo 1223 deceduto)
- Oliviero di Paderborn † (7 aprile 1225 - 28 settembre 1225 nominato cardinale vescovo di Sabina)
- Vilbrando di Oldenburg † (ottobre 1225 - 1228 nominato vescovo di Utrecht)
- Bernhard zur Lippe † (1228 - 14 aprile 1247 deceduto)
- Simon zur Lippe † (1247 - 7 giugno 1277 deceduto)
- Otto von Rietberg † (1277 - 23 ottobre 1307 deceduto)
- Günther von Schwalenberg † (1307 - 15 maggio 1310 dimesso)
- Dietrich von Itter † (3 dicembre 1310 - 20 settembre 1321 deceduto)
- Bernhard zur Lippe † (1321 - 30 gennaio 1341 deceduto)
- Balduin von Steinfurt † (1341 - 1361 dimesso)
- Heinrich von Spiegel zum Desenberg, O.S.B. † (17 marzo 1361 - 21 marzo 1380 deceduto)
- Simon von Sternberg † (giugno 1380 - 25 gennaio 1389 deceduto)
- Ruprecht von Berg † (9 novembre 1389 - 28 giugno 1394 deceduto)
- Johann von Hoya † (7 settembre 1394 - 28 febbraio 1399 nominato vescovo di Hildesheim)
- Bertrando d'Arvazzano † (4 marzo 1399 - 1400 ?)
- Wilhelm von Berg † (5 novembre 1400 - prima del 13 aprile 1415 deposto)
  - Dietrich von Moers † (13 aprile 1415 - 24 gennaio 1446 dimesso) (amministratore apostolico)
  - Dietrich von Moers † (4 dicembre 1447 - 13 febbraio 1463 deceduto) (amministratore apostolico, per la seconda volta)
- Simon zur Lippe † (18 maggio 1463 - 7 marzo 1498 deceduto)
- Ermanno d'Assia † (7 marzo 1498 succeduto - 27 settembre 1508 deceduto)
- Eric di Brunswick-Grubenhagen † (20 aprile 1509 - 14 maggio 1532 deceduto)[5]
  - Hermann von Wied † (22 settembre 1532 - 25 febbraio 1547 deposto) (amministratore apostolico)
- Rembert von Kerssenbrock † (1º luglio 1547 - 12 febbraio 1568 deceduto)
- Johann von Hoya zu Stolzenau † (6 novembre 1568 - 5 aprile 1574 deceduto)
- Salentin von Isenburg † (14 settembre 1574 - 5 settembre 1577 dimesso)
  - Enrico di Sassonia-Lauenburg † (16 novembre 1577 - 22 aprile 1585 deceduto) (vescovo eletto)
- Dietrich von Fürstenberg † (7 ottobre 1585 - 4 dicembre 1618 deceduto)
- Ferdinando di Baviera † (4 dicembre 1618 succeduto - 13 settembre 1650 deceduto)
- Dietrich Adolf von Reck † (7 maggio 1651 - 30 gennaio 1661 deceduto)
- Ferdinand von Fürstenberg † (30 maggio 1661 - 26 giugno 1683 deceduto)
- Hermann Werner von Wolf-Metternich zur Gracht † (24 aprile 1684 - 21 maggio 1704 deceduto)
- Franz Arnold von Wolff-Metternich zur Gracht † (21 maggio 1704 succeduto - 25 dicembre 1718 deceduto)
- Clemente Augusto di Baviera † (30 aprile 1719 - 6 febbraio 1761 deceduto)
  - Sede vacante (1761-1763)
- Wilhelm Anton von der Asseburg † (16 maggio 1763 - 26 dicembre 1782 deceduto)
- Federico Guglielmo di Vestfalia † (26 dicembre 1782 succeduto - 6 gennaio 1789 deceduto)
- Franz Egon von Fürstenberg † (6 gennaio 1789 succeduto - 11 agosto 1825 deceduto)
- Friedrich Klemens von Ledebur † (30 luglio 1826 - 30 agosto 1841 deceduto)
- Richard Kornelius Dammers † (23 maggio 1842 - 11 ottobre 1844 deceduto)
- Johann Franz Drepper † (21 aprile 1845 - 5 novembre 1855 deceduto)
- Martin Konrad † (19 giugno 1856 - 16 luglio 1879 deceduto)
  - Sede vacante (1879-1882)
- Franz Kaspar Drobe † (24 marzo 1882 - 7 marzo 1891 deceduto)
- Hubert Theophil Simar † (17 dicembre 1891 - 14 dicembre 1899 nominato arcivescovo di Colonia)
- Wilhelm Schneider † (25 giugno 1900 - 31 agosto 1909 deceduto)
- Karl Joseph Schulte † (7 febbraio 1910 - 8 marzo 1920 nominato arcivescovo di Colonia)
- Kaspar Klein † (19 giugno 1920 - 26 gennaio 1941 deceduto)
- Lorenz Jäger † (10 agosto 1941 - 30 giugno 1973 ritirato)
- Johannes Joachim Degenhardt † (4 aprile 1974 - 25 luglio 2002 deceduto)
- Hans-Josef Becker (3 luglio 2003 - 1º ottobre 2022 dimesso)
- Udo Markus Bentz, dal 9 dicembre 2023

## Statistiche
L'arcidiocesi nel 2021 su una popolazione di 4.849.150 persone contava 1.495.125 battezzati, corrispondenti al 30,8% del totale.
| anno | popolazione | popolazione | popolazione | presbiteri | presbiteri | presbiteri | presbiteri                | diaconi | religiosi | religiosi | parrocchie |
| anno | battezzati  | totale      | %           | numero     | secolari   | regolari   | battezzati per presbitero | diaconi | uomini    | donne     | parrocchie |
| ---- | ----------- | ----------- | ----------- | ---------- | ---------- | ---------- | ------------------------- | ------- | --------- | --------- | ---------- |
| 1950 | 2.345.344   | 9.382.323   | 25,0        | 1.918      | 1.454      | 464        | 1.222                     |         | 652       | 6.955     | 605        |
| 1970 | 2.339.211   | 8.823.432   | 26,5        | 2.277      | 1.862      | 415        | 1.027                     |         | 438       | 4.700     | 647        |
| 1980 | 2.024.500   | 5.200.000   | 38,9        | 1.624      | 1.262      | 362        | 1.246                     | 18      | 463       | 4.173     | 548        |
| 1990 | 1.869.420   | 4.661.000   | 40,1        | 1.476      | 1.197      | 279        | 1.266                     | 71      | 374       | 3.483     | 567        |
| 1999 | 1.829.855   | 5.106.044   | 35,8        | 1.292      | 1.155      | 137        | 1.416                     | 104     | 201       | 2.601     | 568        |
| 2000 | 1.816.330   | 5.109.410   | 35,5        | 1.300      | 1.139      | 161        | 1.397                     | 113     | 227       | 2.478     | 570        |
| 2001 | 1.796.591   | 5.115.821   | 35,1        | 1.227      | 1.135      | 92         | 1.464                     | 111     | 156       | 2.253     | 570        |
| 2002 | 1.786.330   | 4.934.408   | 36,2        | 1.210      | 1.126      | 84         | 1.476                     | 116     | 147       | 2.269     | 571        |
| 2003 | 1.771.660   | 4.900.000   | 36,2        | 1.191      | 1.110      | 81         | 1.487                     | 129     | 137       | 2.272     | 571        |
| 2004 | 1.757.474   | 4.900.000   | 35,9        | 1.152      | 1.074      | 78         | 1.525                     | 129     | 127       | 2.173     | 571        |
| 2013 | 1.596.405   | 4.856.342   | 32,9        | 1.037      | 926        | 111        | 1.539                     | 172     | 162       | 1.548     | 559        |
| 2016 | 1.549.230   | 4.785.898   | 32,4        | 940        | 854        | 86         | 1.648                     | 182     | 127       | 1.343     | 524        |
| 2019 | 1.491.856   | 4.828.545   | 30,9        | 872        | 790        | 82         | 1.710                     | 176     | 115       | 1.146     | 484        |
| 2021 | 1.495.125   | 4.849.150   | 30,8        | 782        | 732        | 50         | 1.911                     | 128     | 82        | 1.098     | 458        |

## Istituti religiosi presenti in arcidiocesi

### Istituti religiosi maschili
Alla fine del 2012 contavano case in arcidiocesi i seguenti istituti religiosi maschili:
- Congregazione di Sant'Ottilia
- Congregazione del Santissimo Redentore
- Congregazione della missione
- Congregazione della Passione di Gesù Cristo
- Congregazione della Resurrezione di Nostro Signore Gesù Cristo
- Fratelli della misericordia di Maria Ausiliatrice
- Missionari d'Africa

- Missionari del Preziosissimo Sangue
- Missionari del Sacro Cuore di Gesù
- Missionari della Sacra Famiglia
- Oblati di San Francesco di Sales
- Ordine dei frati minori
- Società del Verbo Divino
- Società dell'apostolato cattolico

### Istituti religiosi femminili
Alla fine del 2012 contavano case in arcidiocesi i seguenti istituti religiosi femminili:
- Ancelle dei poveri, Dinasevanasabha
- Ancelle di Maria, di Orissa
- Benedettine della Congregazione di Beuron
- Canonichesse regolari di Sant'Agostino
- Carmelitane scalze
- Clarisse
- Congregazione delle francescane clarisse
- Figlie della misericordia francescane
- Figlie di Maria, siro-malankaresi
- Francescane di San Giorgio Martire
- Francescane per l'assistenza alle famiglie
- Missionarie serve dello Spirito Santo
- Orsoline
- Povere ancelle di Gesù Cristo
- Povere suore francescane dell'adorazione perpetua
- Società delle figlie del Cuore di Maria
- Società delle Kristu Dasis
- Suore assisiati di Maria Immacolata
- Suore carmelitane di Santa Teresa, di Bangalore
- Suore degli infermi di San Francesco
- Suore dei poveri di San Francesco

- Suore del Divin Salvatore
- Suore dell'Amor di Dio
- Suore della carità cristiana
- Suore di carità della Santa Vergine e Addolorata Madre di Dio
- Suore di carità di San Carlo Borromeo
- Suore di carità di San Vincenzo de' Paoli
- Suore di Maria Immacolata
- Suore di Nazareth, di Edakunnu
- Suore di Nostra Signora
- Suore di Nostra Signora della carità del Buon Pastore
- Suore di Sant'Elisabetta del terz'ordine di San Francesco, di Cieszyn
- Suore di Santa Caterina Vergine e Martire
- Suore di Santa Maria Maddalena Postel
- Suore francescane del Cuore Immacolato di Maria, di Pondicherry
- Suore francescane figlie dei Sacri Cuori di Gesù e Maria
- Suore medico missionarie di San Giuseppe
- Suore missionarie del Preziosissimo Sangue
- Suore missionarie del Sacro Cuore di Gesù
- Suore missionarie della Regina degli Apostoli
- Suore scolastiche di Nostra Signora
- Suore serve dello Spirito Santo dell'adorazione perpetua